# Picabaies galtagroc
El picabaies galtagroc (Oreocharis arfaki ) és una espècie d'ocell de la família dels paramítids (Paramythiidae) i única espècie del gènere Oreocharis (Salvadori, 1876).

## Hàbitat i distribució
Habita els boscos de les muntanyes 1500-2750 m, de Nova Guinea.